# Galovac (żupania bielowarsko-bilogorska)
Galovac – wieś w Chorwacji, w żupanii bielowarsko-bilogorskiej, w mieście Bjelovar. W 2011 roku liczyła 457 mieszkańców.